# 인천5·3민주항쟁
인천5·3민주항쟁은 1986년 5월 3일 대한민국의 재야 및 학생 운동권 세력이 국민헌법제정과 헌법제정민중회의 소집을 요구하는 시위를 벌였던 민주화운동의 일원이다.

## 경과
신한민주당은 1986년 2월 12일 직선제 개헌을 위한 1000만 명 서명 운동을 개시하였는데, 초기에는 제도권 야당인 신한민주당과 김영삼, 김대중이 주도하는 민주화추진협의회가 중심이 되었으나, 30만이 운집한 광주 대회에서는 신한민주당 측의 자제요구에도 불구하고 '광주학살 책임자처벌' 구호가 나타났고, 10만명이 모인 대구 대회에서는 재야운동 단체인 민통련의 독자적 플래카드들이 등장하고 신민당과는 별도의 군중대회가 진행되는 모습을 보이기 시작했다. 
그러자 4월 29일, 김대중 민추협 공동 의장이 소수 학생의 과격한 주장을 지지할 수 없다는 뜻을 밝히고, 다음날 청와대 영수회담에서 이민우 신한민주당 총재가 좌익 학생들을 단호하게 다스려야 한다는 발언을 하여 급진적인 세력과 단절하겠다는 의사를 밝혔다. 
이러한 입장 표명에 분개한 재야와 운동권 세력은, 5월 3일 신한민주당 개헌추진위원회 인천 및 경기지부 결성대회가 열릴 예정이던 인천시민회관에서 대회 시작 전부터 격렬한 시위를 벌였고, 이에 따른 경찰 투입으로 대회는 당지도부가 대회장으로 입장하지도 못한 채 무산되었다. 
1만여 명의 시위대는 도로를 장악하고 산발적인 시위를 하다가 오후가 되면서 스크럼을 짜고 화염병과 돌을 던지며 경찰과 충돌하였다. 시위대는 신한민주당의 각성을 요구하고 이원집정(二元執政) 개헌 반대를 외치며 국민헌법제정과 헌법제정민중회의를 소집할 것을 주장하였다.
인천 5.3 민주항쟁과 관련하여 319명이 연행되었고 129명이 구속되었으며, 김영삼, 김대중 중심의 제도권 야당과 재야 및 학생 운동권 세력의 공조는 1987년 4월에서야 회복될 수 있었다.
12대 총선 이후 급부상한 신민당을 거북해하던 민정당은 이 사건 이후로 갑자기 "폭력적인 좌경 급진 세력의 확산을 막기 위한 보수 대연합"을 주장하며 신민당을 비롯한 야당들과 대통합을 추진하기 시작했다. 물론 당시에는 야당들로부터 호응이 없어 성사되지 않았으나, 민주정의당은 제6공화국 출범 뒤로도 꾸준히 보수 대연합을 주장, 결국 1990년 3당 합당이 일어나며 보수 대연합은 현실화된다.